# Небо изнад нас
Небо изнад нас (енгл. The Sky Above Us) играни је филм из 2015. године снимљен у копродукцији Србије, Холандије и Белгије. Филм је дебитантског остварење холандског режисера и сценаристе Маринуса Грутхофа.
Филм је своју светску премијеру имао 28. јануара 2015. године на филмском фестивалу у Ротердаму, а у Србији премијерно приказан 28. фебруара 2015. године на ФЕСТ-у.

## О филму
Филм прати животе троје Београђана различитих генерација чије се судбине преплићу током НАТО бомбардовања 1999. године.
Филм се не бави политичким контекстом бомбардовања, већ је у првом плану живот главних јунака и њихови међуљудски односи у тој специфичној ситуацији, а централно место заузима бомбардовање зграде РТС-а.

## Улоге
| Глумац            | Улога    |
| ----------------- | -------- |
| Никола Ракочевић  | Бојан    |
| Нада Шаргин       | Ана      |
| Борис Исаковић    | Слоба    |
| Христина Поповић  | Мила     |
| Милош Тимотијевић | Марко    |
| Младен Совиљ      | Вања     |
| Невена Ристић     | Ивана    |
| Тихомир Станић    | Зоран    |
| Слободан Нинковић | Дарко    |
| Стефан Бундало    | Ђорђе    |
| Љума Пенов        | Јелена   |
| Младен Андрејевић | Есцо     |
| Јована Гавриловић | Нада     |
| Марко Гверо       | Таксиста |
| Ана Бретшнајдер   | Виолета  |